# جون هدسون (لاعب كرة قدم أمريكية)
جون هدسون (بالإنجليزية: John Hudson)‏ هو لاعب كرة قدم أمريكية أمريكي، ولد في 29 يناير 1968 في ممفيس في الولايات المتحدة.

## وصلات خارجية
- جون هدسون على موقع مرجع كرة القدم المحترفة.كوم (الإنجليزية)